# La piovra 2
La piovra 2 è la seconda miniserie televisiva della più celebre saga della serie televisiva italiana, La piovra.
Miniserie in sei puntate diretta da Florestano Vancini, è andata in onda la prima volta dal 13 gennaio al 20 gennaio 1986 su Rai 1, di domenica e lunedì, alle 20,30.
Tra gli interpreti Michele Placido, Florinda Bolkan, Martin Balsam, Paul Guers, Sergio Fantoni, Renato Mori, Renato Cecchetto, Nicole Jamet, Cariddi Nardulli, François Périer, Jacques Dacqmine, Geoffrey Copleston, Daniel Ceccaldi, Lara Wendel e Dagmar Lassander.
La miniserie ha avuto per la prima televisiva italiana una media di 15 milioni di telespettatori.

## Trama
È trascorso un po' di tempo dagli ultimi avvenimenti e il commissario Cattani, che adesso ha lasciato la polizia e si trova in aspettativa, si dedica esclusivamente alla famiglia.
La figlia Paola, ancora scossa a causa del sequestro di cui è stata vittima in Sicilia, sta ora seguendo un percorso di riabilitazione psicologica in una clinica specializzata in Svizzera, dove si dedica ad attività come il pattinaggio e le passeggiate con i genitori, fra una seduta di psicoterapia e l'altra.
I genitori vivono separati e, mentre la madre Else sta vicino a lei notte e giorno, il padre Corrado dimora in albergo e la va a trovare tutti i giorni. L'equilibro psicofisico lentamente riacquistato dalla ragazzina, ormai quasi quattordicenne, è ancora molto fragile ed i genitori cercano di comportarsi con lei in assoluta normalità, perché l'unica cura possibile è quella di vedere ripristinata un'armonia familiare.
Infatti, quando Corrado comunica alla famiglia che dovrà allontanarsi per qualche giorno per andare in un posto lontano (per cercare casa, dice lui) Paola la prende male. In realtà Cattani non deve affatto andar via per cercare casa, ma per far luce sui loschi avvenimenti su cui investigava nel primo episodio, antecedentemente al rapimento di Paola.
Viene infatti contattato in incognito da un agente dei servizi segreti, il colonnello Ettore Ferretti. Egli è il braccio destro di Sebastiano Cannito, il maestro e protettore in polizia di Cattani.
Ferretti svela a Cattani che da tempo sta indagando in incognito su questo personaggio, potente e insospettabile, protetto da credibilità istituzionale e che il colonnello considera ormai un uomo corrotto. Negli anni ha raccolto notevoli prove contro di lui tenendolo all'oscuro, e ha potuto farlo indisturbato proprio perché Cannito lo considera un uomo di piena fiducia, al punto da affidargli ogni suo segreto. Anche Cattani, da tempo, sospettava di Cannito, ma era costretto a tenere per sé questo sospetto perché Cannito era l'unica persona disposta a coprirlo nelle sue delicate indagini.
Ferretti mostra a Cattani una diapositiva in cui Cannito tratta affari con un altro losco personaggio, il professor Gianfranco Laudeo, di cui Cattani aveva già fatto conoscenza tempo prima, perché presidente di un'associazione culturale denominata Itala. Ferretti ha il forte sospetto che Cannito e Laudeo, nei loro affari che figurano apparentemente trasparenti e legali grazie alla suddetta associazione, nella quale sono iscritti assieme a molti altri uomini d'affari, politici, banchieri, poliziotti e generali, utilizzino la stessa come copertura al gioco di potere occulto che avrebbero costituito e che stiano tramando per qualche losco affare segreto e invisibile alla stampa e alle istituzioni.
L'agente segreto li fa spiare di nascosto e scopre che Cannito e Laudeo si incontrano spesso con l'avvocato Terrasini. C'è quindi il forte sospetto che Terrasini, colui che era stato oggetto delle inchieste di Cattani in Sicilia, foraggi il suo traffico illecito grazie alla copertura degli stessi Cannito e Laudeo, che tengono in pugno politici e poliziotti corrotti. Ferretti adesso chiede a Cattani di aiutarlo nelle sue indagini e colpire così gli uomini alleati al crudele nemico Terrasini, ma Cattani almeno per ora non ne vuole sapere nulla. Nel frattempo in Sicilia il giudice Achille Bordonaro, con la collaborazione del vicecommissario Altero, sta portando avanti l'inchiesta iniziata da Cattani sulla banca di Ravanusa e non conclusa in seguito alla ritrattazione forzata del commissario. Mette sotto interrogatorio l'avvocato Terrasini e la contessa Olga Camastra, ma si scontra con la freddezza dei suoi interlocutori e con la carenza di prove, senza pertanto riuscire a trovare elementi validi per accusarli di collusione.
Invece, con il banchiere Alfredo Ravanusa le cose vanno diversamente: infatti questi cede alle pressioni di Bordonaro e si lascia scappare che Terrasini conosce Cannito. A questo punto, sospettando che costui possa essere coinvolto, il giudice decide di contattarlo e gli chiede un appuntamento a Roma. Ma quando Achille Bordonaro telefona in Svizzera al commissario Cattani per informarlo delle novità, questi comprende bene che l'appuntamento fra il giudice e Cannito può rappresentare la condanna a morte per il magistrato. Così dice a Bordonaro di annullare subito l'appuntamento e di incontrare invece lui a Roma per quel giorno, precisando che lo aspetterà in un casello autostradale.
Quando Cannito viene informato che Bordonaro ha annullato l'appuntamento si insospettisce e informa Laudeo, il quale si reca in Sicilia a informare Terrasini, il quale, insospettitosi, decide di togliere di mezzo il giudice. Il giorno fatidico, Altero accompagna Bordonaro all'aeroporto e sulla via del ritorno il povero vicecommissario viene assassinato in un agguato a fuoco mentre viaggia in macchina con un uomo di scorta.
Il giudice Bordonaro atterra a Roma e viaggia in taxi verso il luogo dell'appuntamento con Cattani, che nel frattempo si sta recando sul posto circolando in automobile. Ma ancora prima di arrivare al luogo dell'appuntamento, il taxi viene fermato e il giudice viene freddato da alcuni killer della Cupola, che uccidono anche il povero conducente e si impossessano della preziosa borsa con le prove raccolte dal magistrato contro i boss. Cattani, che viaggiava verso il casello autostradale, da lì a poco è costretto a fermarsi perché i carabinieri hanno bloccato la circolazione. Questi lo informano che il motivo è dovuto al fatto che un magistrato proveniente dalla Sicilia è stato assassinato in autostrada. Così capisce che si tratta di Achille Bordonaro.
A quel punto ricompare il colonnello Ferretti, che lo informa che anche Altero è stato ucciso e chiede nuovamente l'aiuto di Cattani (anche se questi ha lasciato la polizia) ma l'ex commissario sa che il gioco è troppo alto e ormai pensa soltanto alla figlia Paola. Risponde nuovamente che non vuole più saperne di questa storia e riprende il cammino nell'Autostrada del Sole, in direzione Milano. Tornato in Svizzera, si ricongiunge alla famiglia: Paola sta facendo notevoli progressi e confida allo psicoterapeuta che vorrebbe vedere la sua famiglia di nuovo unita.
Ma purtroppo le cose vanno diversamente e un giorno Paola assiste involontariamente ad un litigio dei suoi genitori, in cui Corrado urla ad Else che non potranno mai più tornare assieme perché non si amano da tempo. L'impatto è devastante per il fragile equilibrio psicologico della ragazzina, che scappa via urlando e rientra nel trauma angoscioso dal quale stava lentamente e faticosamente guarendo. Non vuole più vedere i genitori, neanche la madre e si rifiuta di parlare con alcuno, compreso lo psicoterapeuta, entrando in uno stato di totale catatonia. Dall'elettroencefalogramma risulta purtroppo che ha subito anche gravi danni neurologici oltre che psicologici perché durante il sequestro, oltre alle violenze sessuali, ha ricevuto anche parecchie percosse.
Pochi giorni dopo, nella notte, Paola, in preda all'angoscia, fugge dalla clinica e senza accorgersene corre per una strada trafficata e viene investita da una vettura, rimanendo uccisa.
Il dramma è compiuto e ad Else non resta altro che dire addio a Corrado e portare il feretro della figlia nella sua città d'origine, nella Svizzera francese. A Cattani non resta più niente, e torna quindi in Sicilia a riprendere le sue cose nella sua vecchia e adesso desolata casa. Ma i suoi nemici lo vengono a sapere e preparano per lui una trappola: con un inganno attirano Cattani a casa del traditore Ravanusa e uccidono il commendatore prima che l'ex commissario arrivi sul posto così per fare ricadere su di lui le accuse. Cattani viene arrestato, ma esce dal carcere con l'aiuto di Cannito, il quale ha paura che lui sia a conoscenza di informazioni compromettenti sul suo conto e per "tenerlo a bada" chiede a Terrasini di farlo scarcerare.
Così Corrado Cattani è costretto a scendere a compromessi con la Piovra e finge di essere amico di Terrasini e di non voler tradire Cannito, che gli offre di lavorare per lui a Roma come suo segretario. Finalmente Cattani cambia idea e decide di vendicarsi degli assassini di Paola. Da questo momento scatta una vera e propria operazione di intelligence fra Cattani e Ferretti, i quali entrambi si mostrano alleati della Piovra per poi avvicinarsi insospettabili, accumulare prove e colpirla dall'interno. Negli eventi successivi si scopre dalle indagini-spia di Ferretti, che da tempo spiava le mosse dei nemici, che Terrasini, Cannito, Laudeo e il banchiere Sorbi (che ha preso il posto del defunto Ravanusa) si incontrano di nascosto con Frank Carrisi, un boss italo-americano, per finanziare un occulto traffico.
Il colonnello Ferretti verrà scoperto e ucciso, ma farà in tempo a consegnare a Cattani le importanti prove che aveva precedentemente raccolto. Questi andrà avanti nelle sue indagini segrete sino a far pubblicare sui giornali le prove che svelano la corruzione di Cannito (che morirà suicida) e di Laudeo (di cui sarà svelata la reale attività di copertura dell'Itala) che sarà arrestato. Intanto Carrisi fuggirà in America e Sorbi in Svizzera, ma Terrasini non si darà per vinto e, poiché Cattani non ha voluto rendergli le prove a suo carico, tenterà di farlo uccidere in un agguato da alcuni killer spietati.
I sicari però lo feriscono soltanto e non lo uccidono perché l'ex moglie Else, che si trovava assieme a lui, ha fatto scudo con il proprio corpo al commissario, rimanendo colpita a morte. Dopo questa ennesima disgrazia, il commissario Cattani è presente in un'aula di tribunale per portare davanti ai giudici la testimonianza dei terribili fatti che gli hanno sconvolto l'esistenza, accusando Laudeo, Terrasini e la Camastra di essere i responsabili della morte di molte persone innocenti.

## Curiosità
- In questa serie l'attore Martin Balsam recita nella parte del boss italo-americano Frank Carrisi; questi appare brevemente anche nella prima puntata della quinta miniserie, interpretando il ruolo di uno dei boss latitanti della Cupola siciliana, don Calogero Barretta.
- Anche Tony Sperandeo comparirà oltre che nella seconda miniserie anche nella sesta, in un ruolo peraltro di maggiore spessore.